# Perfekcionizem
Perfekcionizem je v psihologiji osebnostna lastnost, za katero je značilna težnja k popolnosti.  Če perfekcionistom ne uspe doseči postavljenega cilja, doživljajo močna negativna čustva žalosti, tesnobe in manjvrednosti.
Za perfekcionizem je značilno, da si posamezniki postavljajo pretirano visoke cilje in standarde. So preveč zahtevni in hkrati pretirano kritični tako do sebe kot tudi do drugih ljudi. Posamezniki, ki so nagnjeni k perfekcionizmu, so prepričani, da morajo vse narediti popolno, brez napak in neuspehov.
Perfekcionizem ima kot multidimenzionalni konstrukt negativne in pozitivne vidike. Negativni vidiki perfekcionizma so tako lahko škodljivi za posameznikovo zdravje, samopodobo in odnose z drugimi. Značilni so previsoki osebni standardi, rigidno vztrajanje pri doseganju ciljev, strah pred neuspehom in kritično samoocenjevanje.  Perfekcionizem pa je v adaptivni obliki lahko koristen, saj posameznike motivira, da dosežejo svoje cilje.

## Kdo so perfekcionisti?
Perfekcionisti imajo v večini nizko samopodobo in močno željo po potrditvi, sprejemanju in ljubezni s strani drugih ljudi. Tudi ob uspehih so perfekcionisti le redko popolnoma zadovoljni s seboj in svojimi dosežki. Perfekcionisti samopodobo oblikujejo na podlagi neuspehov in se osredotočajo na podrobnosti, ki jim vzamejo veliko časa. Naloge pogosto opravijo z zamudo, saj vedno znova odkrijejo malenkosti, ki jih skušajo popraviti in izboljšati. Perfekcionisti so velikokrat anksiozni in živijo v neprestanem strahu pred neuspešnostjo.

### Adaptivni in neadaptivni perfekcionisti
Sodobne teorije Soenensa in Elliota razlikujejo dva tipa perfekcionistov:
- adaptivna oblika perfekcionizma – posamezniki si postavljajo visoke vendar realistične osebne cilje in standarde, ki jih pričakujejo tudi od drugih,
- neadaptivna oblika perfekcionizma – posamezniki si postavljajo pretirano visoke cilje. Doživljajo strah pred neuspehi in dvomijo v svoje sposobnosti. Kadar so neuspešni, je ogroženo njihovo samospoštovanje, saj si neuspeh razlagajo kot potrditev lastne manjvrednosti in nesposobnosti.

PERFEKCIONIZEM:
| NEADAPTIVNA OBLIKA (NEVROTIČNI)                     | ADAPTIVNA OBLIKA (NORMALNI)         |
| --------------------------------------------------- | ----------------------------------- |
| nerealno visoki cilji                               | visoki vendar realistični cilji     |
| popolnost je nedosegljivi ideal – nikoli zadovoljni | zadovoljstvo ob uspehu              |
| depresivnost, globoko razočaranje ob neuspehu       | hitro okrevanje po neuspehu         |
| močna anksioznost in strah pred neuspehom           | zmerna raven anksioznosti in strahu |
| ne sprejemanje kritike                              | sprejemanje kritike                 |

### Specifični perfekcionisti
Nekateri ljudje so k popolnosti nagnjeni na vseh področjih življenja, vendar pa obstajajo tudi specifični perfekcionisti. Specifični oziroma delni perfekcionisti zahtevajo popolnost  le na določenih (dveh ali treh) področjih življenja. Nekateri so na primer perfekcionistični samo pri svojih šolskih ocenah, higieni, športnih ali glasbenih talentov, na ostalih področjih pa ne čutijo potrebe po popolnosti.

## Značilnosti perfekcionizma
Perfekcionizem je težnja k popolnosti, ki jo spremljajo negativna čustva ob neizpolnitvi zastavljenega cilja.
Za perfekcionizem je značilno, da posamezniki sami sebe doživljajo kot popolnoma uspešne ali pa kot popolne zgube, saj razmišljajo po načelu »vse ali nič«. 
Perfekcionisti so večinoma ljudje, ki si željo uspeti v življenju. Perfekcionizem lahko zmanjšuje delovno učinkovitost, povzroča bolezni, depresivna razpoloženja in odtujuje ljudi. Zaradi specifične osebnostne strukture so nagnjeni k motnjam hranjenja, spolnim disfunkcijam, obsesivno-kompulzivnim motnjam, samomorom in ločitvam.
Dandanes je težko postaviti mejo med zdravim in nezdravim perfekcionizmom. Novejše raziskave poudarjajo pozitivne vidike perfekcionizma in njegove pozitivne posledice. Kljub vsemu pa je treba poudariti tudi negativne vidike perfekcionizma, ki posameznike ne vodijo k uspehu temveč ogrožajo njihovo psihično in fizično zdravje.

### Negativne značilnosti
Neadaptivna oziroma patološka oblika perfekcionizma se kaže kot: 
- odlašanje in zamujanje pri oddajanju nalog,
- nizko samospoštovanje,
- občutki krivde in anksioznosti,
- pesimizem,
- depresija,
- obsesivno vedenje (zaradi potrebe po popolnem redu postane posameznik preveč natančen in si močno prizadeva za vzdrževanje ustaljenega reda)
- kompulzivno vedenje (alkoholizem, zloraba drog, obsedenost s hrano, nakupovanjem, spolnostjo)
- pomanjkanje zaupanja vase (so zelo občutljivi na stresorje in negativne življenjske dogodke, ki jim dajejo občutek lastne nezmožnosti)
- stresorje
- deloholičnost,
- motnje hranjenja (kot posledica negativnega perfekcionizma, saj so prehranjevalne navade, fizični izgled in kontrola telesne teže pod vplivom rigidnih in nefleksibilnih pravil)

### Pozitivne značilnosti
Perfekcionizem ni nujno slab, saj lahko posameznika vodi do želenih dosežkov in ga motivira za vztrajanje. Visoki osebni standardi in želja po redu so pozitivne značilnosti perfekcionizma, saj se povezujejo z visokim samospoštovanjem.  Ob primerni meri samokritičnosti je težnja po popolnosti eden izmed vzpodbudnih dejavnikov, ki lahko vodi k velikim uspehom in dosežkom.. Adaptivni perfekcionisti so v povprečju bolj točni, manj zamujajo in so že v otroštvu otroštvu bolj uspešni in nadarjeni.

## Diagnoza
Diagnostični in statistični priročnik duševnih motenj (DSM-IV-TR)  perfekcionizem uvršča med osebnostne motnje skupine C, in sicer pod obsesivno-kompulzivno osebnostno motnjo t. i. anankastično osebnostno motnjo, za katero je značilna:
- pretirana skrb za pravila,
- rigidnost,
- pretirana točnost,
- varčnost,
- pedantnost,
- stalna zaposlenost z delom,
- pretirana zavrtost in
- nezmožnost sprostitve.

Obsesivno-kompulzivna osebnostna motnja je trajen vzorec pretiranega ukvarjanja z redom in perfekcionizmom. Simptomi lahko povzročajo veliko stisko ter ovirajo posameznikovo poklicno in socialno življenje. Prvi simptomi obsesivno-kompulzivne osebnostne motnje se pojavijo v zgodnji odraslosti.
Da posamezniku postavijo diagnozo obsesivno-kompulzivne osebnostne motnje, morajo biti pri njem opazne vsaj štiri navedene oblike:
1. Oseba se pretirano ukvarjajo s podrobnostmi, pravili, seznami, redom, organizacijo in razporedi, zaradi česar se bistveni del aktivnosti praviloma izgubi;
2. Težnja k perfekcionizmu, ki mu onemogoča, da bi dokončal naloge. Oseba je nezmožna zaključiti projekt, ker ima pretirano visoke standarde, ki jih je nemogoče doseči;
3. Zaradi izgube prostega časa in prijateljev se pretirano posveti delu in produktivnosti, kar pa ni nujno posledica nujnih ekonomskih potreb;
4. Pretirana pozornost, natančnost in nefleksibilnost glede moralnih zahtev, etike ali vrednot;
5. Oseba ni zmožna odvreči izrabljenih in nevrednih predmetov, četudi so brez sentimentalne vrednosti;
6. Posameznik zavrača delegiranje nalog ali dela drugim;
7. Pretirana varčnost do sebe in drugih ljudi zaradi prepričanja, da je treba denar hraniti za prihodnje katastrofe;
8. Izražanje togosti in nepopustljivosti – trme.

### Pripomočki za merjenje perfekcionizma
- Frostova lestvica perfekcionizma FMPS (Frost multidimensional perfectionism scale: Frost, Marten, Lahart in Rosenblate, 1990)[4]
- Lestvica perfekcionizma MPS (Multidimensional Perfectionism Scale: Hewitt in Flett, 1991) [5]

## Znanstvene razlage in modeli perfekcionizma
Na področju psihologije je več modelov perfekcionizma, katerih avtorji poudarjajo različne vidike težnje k popolnosti. Med njimi sta najbolj znana 2 modela, ki se razlikujeta že v pojmovanju perfekcionizma:
a) Model Frosta, Martena, Laharta in Rosenblate-ja (1990) perfekcionizem razlaga kot postavljanje pretirano visokih zahtev. 
Avtorji modela menijo, da imajo pričakovanja staršev pomemben vpliv na nastanek motenj, ki se povezujejo s perfekcionizmom. Navajajo povezavo med visokimi pričakovanji staršev in povečano težnjo k popolnosti. Visoka pričakovanja in kritika obeh staršev pa so povezani s psihopatološkimi simptomi.
Model definira 6 dimenzij perfekcionizma:
1. Zaskrbljenost zaradi napak – negativne reakcije ob napakah in neuspehih;
2. Osebni standardi – visoki standardi, cilji in pričakovanja glede lastne uspešnosti;
3. Starševska kritika – pretirano kritični starši in vzgoja;
4. Pričakovanja staršev – visoki standardi in pričakovanja do posameznikov;
5. Dvom v dejanja – dvomi, da je sposoben učinkovito opraviti svoje delo;
6. Organiziranost – pomen, ki ga pripisuje redu in organiziranosti;

b) Model Hewitta in Fletta (1991) perfekcionizem definira s 3 dimenzijami:
1. Težnja k popolnosti, usmerjena nase – prizadevanje k lastni popolnosti, izogibanje neuspehu, samokaznovanje, postavljanje zahtevnih standardov,
2. Težnja  popolnosti, usmerjena na druge - pri ocenjevanju so strogi in tudi od drugih ljudi zahtevajo popolnost,
3. Družbeno predpisana težnja k popolnosti – potreba po doseganju standardov in izpolnjevanju pričakovanj pomembnih bližnjih oseb in družbe. Prepričanje, da jih drugi strogo ocenjujejo in od njih zahtevajo, da so popolni.

Avtorja zgornjega modela Hewitt in Flett  menita, da perfekcionizem kot potreba po popolnosti v nobenem primeru ne more biti adaptiven, saj vodi do depresije, anksioznosti, motenj hranjenja in drugih zdravstvenih težav.
c) Sodobnejše raziskave perfekcionizem opredeljujejo kot multidimenzionalno potezo, ki ima adaptivno in neadaptivno dimenzijo.  
Adaptivni perfekcionizem je za posameznika lahko koristen, saj mu omogoča doseganje ciljev. Adaptivna težnja k popolnosti zajema privrženost visokim standardom, urejenosti in organizaciji, kar ne prispeva k nižjemu samospoštovanju. Pomembna je tudi vloga konteksta, saj je neko vedenje lahko v določenem kontekstu adaptivno, v drugi situaciji pa ne. 
Za nevrotično obliko perfekcionizma oziroma nedaptivno težnjo po popolnosti pa so značilni visoki in nedosegljivi standardi ter močna potreba po izogibanju neuspehu.

## Perfekcionizem in osebne značilnosti
Raziskovalci so preučevali povezanost perfekcionizma z osebnostnimi lastnostmi. V okviru Velikih pet faktorjev osebnosti (angleško Big five) sta pri perfekcionizmu visoko izraženi dve dimenziji, in sicer vestnost ali pa nevroticizem. Pri maladaptivni  obliki perfekcionizma so odkrili visoke pozitivne korelacije z nevroticizmom. Visoke pozitivne korelacije z vestnostjo pa so raziskovalci odkrili pri adaptivni obliki perfekcionizma. Zanimivo je, da adaptivni perfekcionizem nizko korelira z nevroticizmom.

### Nadarjeni učenci
Nekateri nadarjeni otroci kažejo znake perfekcionizma, saj si močno prizadevajo, da svoje delo opravijo popolno in brez napak. Velikokrat so tudi anksiozni, saj jih je strah neuspehov in ocenjevanja s strani drugih.

### Perfekcionizem pri delu
Na delovnem mestu se negativne značilnosti perfekcionizma kažejo v nizki produktivnosti, saj posameznik preveč časa in energije nameni nepomembnim podrobnostim. Tako lahko neracionalno prizadevanje po doseganju popolnosti in nezmotljivosti posameznika privede do depresivnosti, odtujenosti in večjega tveganja za poškodbe in nesreče.

## Perfekcionizem in depresivnost
Perfekcionistični posamezniki so zaradi nezadovoljene potrebe po popolnosti v življenju velikokrat nesrečni in lahko postanejo depresivni. Avtorji  so ugotovili, da perfekcionizem napoveduje, povzroča in otežuje depresijo med študenti in psihiatričnimi bolniki. 
Raziskovalci v razlagi pojava depresije pri perfekcionističnih posameznikih niso enotni.

## Oblike pomoči
Kljub temu, da je perfekcionizem obsesivno pretirana težnja k popolnosti, ga uradno ne obravnavajo kot psihološko motnjo in zato perfekcionizma po zakonu ne zdravijo. Vseeno so za posameznike, ki potrebujejo pomoč primerne skupine za samopomoč in razne psihoterapevtske oblike zdravljenja:
- Psihoterapevtske oblike

Na primer kognitivno-vedenjska terapija posameznikom nudi tehnike sproščanja napetosti, preusmerjanja pozornosti in prepoznavanje lastnih strahov, ki jih silijo k redu in kontroli  . Perfekcionizem lahko premagajo tako, da se naučijo postavljati bolj realne cilje in pridobiti bolj racionalna prepričanja. Ključno je, da posameznik, ki trpi zaradi perfekcionizma, sprejme dejstvo, da je popolnost nedosegljiva in da so napake sprejemljive, poučne in nujno potrebne za osebnostno rast.
V šoli učencem, ki so nagnjeni k perfekcionizmu, nudi pomoč šolska svetovalna služba, in sicer preko posvetovanja in nasvetovanja. Osredotočajo se na pozitivne lastnosti perfekcionizma in se spoprijemajo z negativnimi.